# 瑪瑙灣 (加利福尼亞州)
瑪瑙灣（英語：Carnelian Bay）是位於美國加利福尼亞州普萊瑟縣的一個人口普查指定地區。

## 地理
瑪瑙灣的座標為39°13′58″N 120°04′54″W / 39.23278°N 120.08167°W，而該地最高點為海拔高度1928米（即6325英尺）。

## 人口
根據2010年美國人口普查的數據，瑪瑙灣的面積為3.376平方千米，當中陸地面積為3.370平方千米，而水域面積為0.006平方千米。當地共有人口524人，而人口密度為每平方千米155人。